# Sven Heidfeld
Sven Heidfeld (* 25. Oktober 1978 in Mönchengladbach) ist ein ehemaliger deutscher Automobilrennfahrer und der jüngere Bruder des Formel-1-Rennfahrers Nick Heidfeld. Zudem ist er TV-Kommentator und Rennsportexperte, hauptsächlich für den Fernsehsender Sky Deutschland.

## Karriere
Heidfelds Karriere war geprägt von Budgetproblemen. So verpasste er 2000 in der Deutschen Formel-3-Meisterschaft die letzten sechs und 2001 in der Formel Chrysler Euro Series die letzten vier Rennläufe. 2004 kam er in der Superfund Euro Formel 3000 über zwei Rennen nicht hinaus. In der Formel Renault hat er 6 von 8 Rennen gewonnen.
Neben seiner Tätigkeit als Testfahrer für die Automobilindustrie betreibt Heidfeld die Motorsport-Event-Agentur „Heidfeld-Racing.de“.

## Stationen

### Im Motorsport
- 1983–1987: Motocross
- 1987–1997: Kart; Viertschnellster der EM in Braga, Zweitschnellster der WM in Ugento (beides 1994)
- 1997: Deutsche Formel Renault (Meister mit 5 Siegen in 8 Rennen)
- 1998: Formel Renault 2000
- 1999: Deutsche Formel 3, Opel Team BSR (Platz 11; 3. Rang in der Rookie-Wertung)
- 2000: Deutsche Formel 3, Opel Team BSR (Platz 9; u. a. Pole-Position + Startposition 2 sowie Platz 4 + 2 am Norisring[1])
- 2001: Formel Chrysler Euro Series (Platz 3)
- 2002: Deutsche Formel 3, Team Mücke Mercedes (Platz 16), Entwicklungsjahr für Mercedes
- 2003: Euro Formel 3000, Draco Junior Team, (Platz 4; 3. Rang in der Rookie-Wertung)
- 2004: Superfund Euro Formel 3000
- 2005: Porsche Carrera Cup

### Als Motorsport-TV-Kommentator und Moderator
- 2006–2009: Motorsport-Kommentator bei Premiere, Moderator (Premiere Speedtalk, 2008[2])
- 2009–: Motorsport-Kommentator bei Sky Deutschland und SSN TV, Moderator